# Складчастість ідіоморфна
Складчастість ідіоморфна (рос. складчатость идиоморфная, англ. idiomorphic folding, нім. Idiomorphfaltung f) – складчастість гірських порід, розвинена переважно на платформах, що й характеризується: 
- 1) переривчастістю або локальністю розвитку складок, розташованих серед поля горизонтального залягання шарів;
- 2) нерівним розвитком антикліналей і синкліналей;
- 3) нелінійністю;
- 4) відсутністю орієнтованості в русі мас.

Назва дана Білоусовим (1954) для платформних структур на відміну від лінійної складчастості, типової для складчастих зон. 
Приклади: куполи Ембенського р-ну, підняття Блек Гіллс у Півн. Америці, Туймазинське підняття й ін. 
Син.: складчастість переривчаста.

## Різновиди складчастості
| - Атектонічна складчастість - Складчастість платформна - Складчастість течії - Складчастість діапірова - Складчастість постумна - Складчастість гравітаційна - Складчастість брилова - Складчастість голоморфна - Складчастість ідіоморфна - Складчастість дисгармонійна - Складчастість нагнітання - Кулісоподібна складчастість | - Складчастість куполоподібна - Складчастість успадкована - Складчастість конседиментаційна - Кулісоподібна складчастість - Складчастість паралельна - Складчастість накладена - Складчастість головна - Складчастість поперечна - Складчастість проміжна - Складчастість консеквентна - Складчастість бокового тиску |